# Gîte (navigation)
Pour les articles homonymes, voir Gîte.

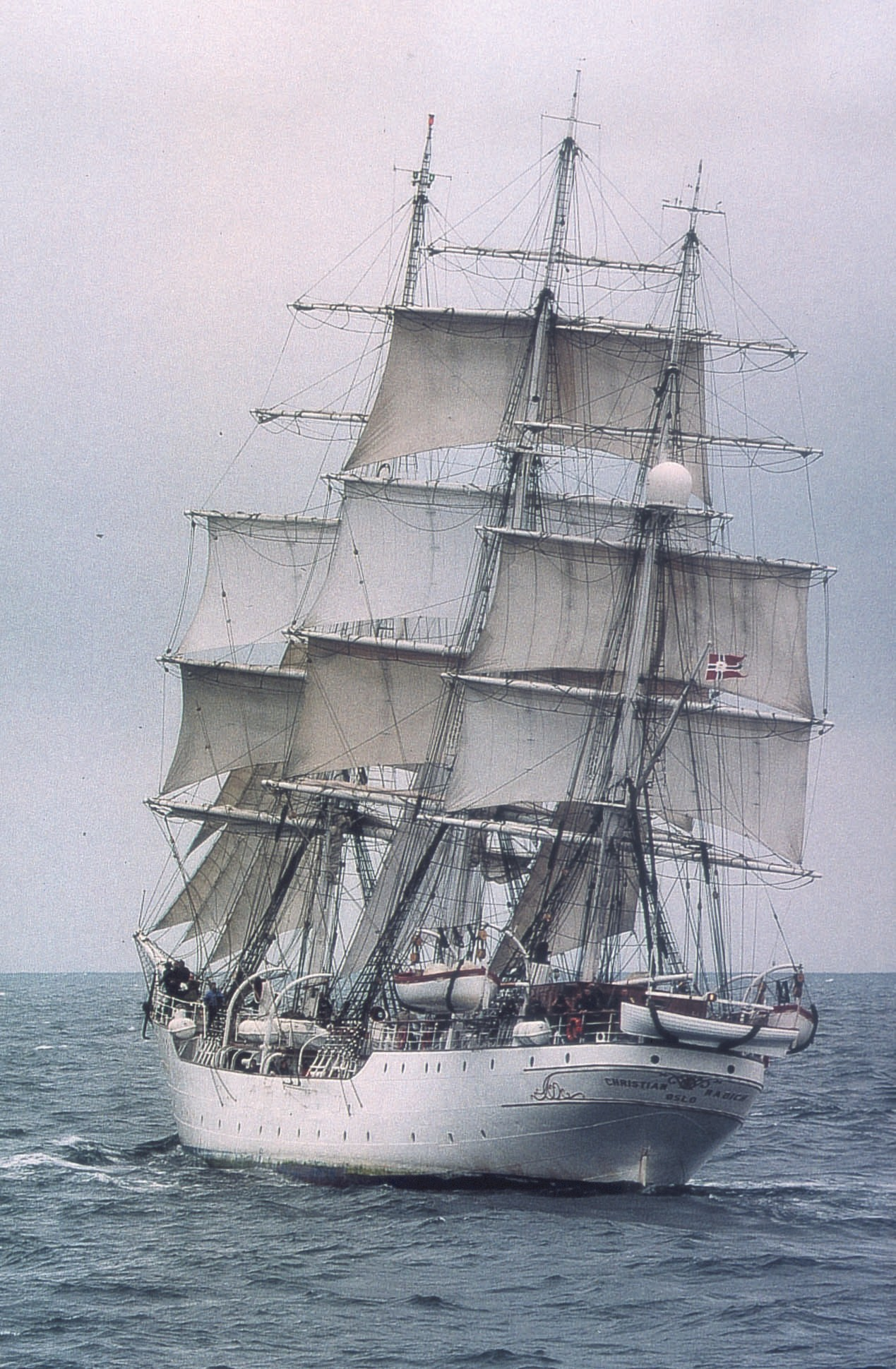
Le grand voilier Christian Radich donnant de la bande sur tribord.

Une gîte ou bande est l'inclination transversale d'un navire. Un navire est, dans des conditions normales d'exploitation, en position d'équilibre stable et vertical. Par nécessité temporaire, on peut avoir besoin de lui donner une gîte, soit une inclinaison transversale de quelques degrés.

## Présentation

### Généralités
L'inclinaison transversale d'un navire est dénommée « gîte » ou « bande ».

#### Bande
La « bande » est définie plus généralement comme étant l'inclinaison transversale d'un navire causée par le vent. Un voilier donnera fréquemment de la bande (le terme n'est pas utilisé de nos jours, on lui préfère le mot « gîte »), mais un navire de charge pourra également en donner en raison de son fardage.
Le terme a donné son nom à l'aimant correcteur pendu sous la cuvette du compas magnétique des navires. Cet aimant (« aimant de bande ») corrigeant la partie de la déviation magnétique due à l'inclinaison permanente prolongée des voiliers.

#### Gîte
La « gîte » est le terme plus général définissant l'inclinaison transversale causée par un phénomène intérieur (mouvement de poids à l'intérieur du navire).

### Terminologie

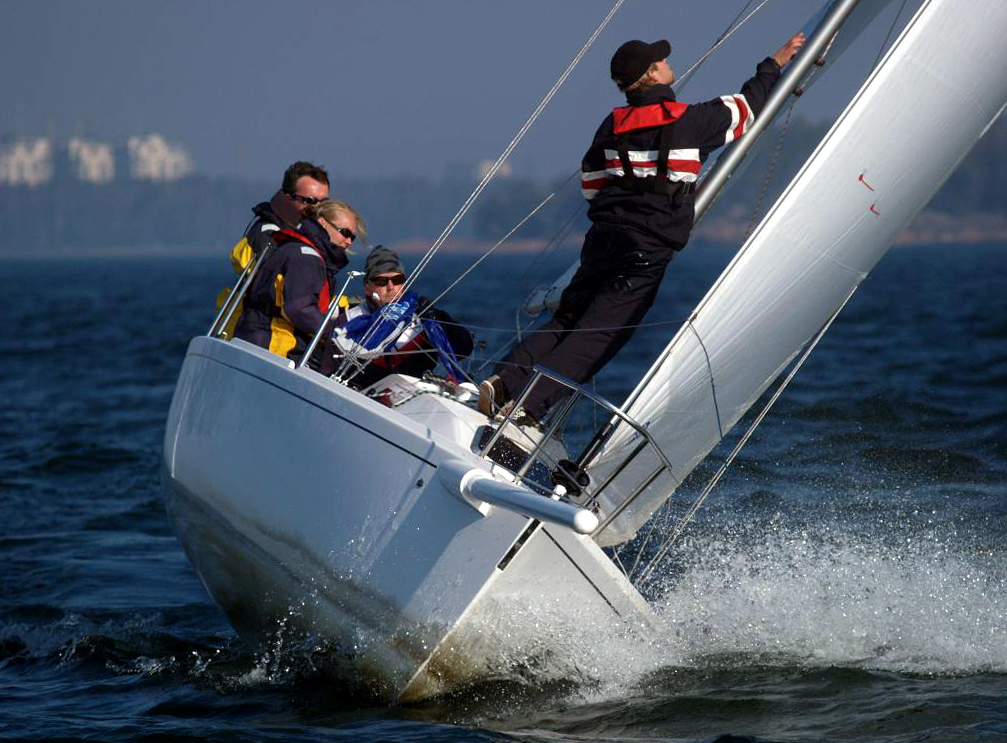
Gîte d'un voilier due à la pression du vent sur les voiles.

On dit qu'un navire « a 5° de gîte » sur bâbord ou sur tribord, ou qu'un navire « donne de la bande ». On parle aussi de « gîte d'instabilité » : le navire mal équilibré trouve son équilibre à la gîte et non pas en position droite. Le terme le plus communément employé est actuellement « gîte ». 
Le cas des voiliers est différent : la pression du vent sur les voiles conduit à une inclinaison à la plupart des allures marines, et en particulier au près. Un voilier peut ainsi prendre une inclinaison de 15 à 20° en navigation de croisière au près, et jusqu'à 30-40° lors de compétitions.
Le terme de « gîte » s'utilise également en canoë-kayak.